# Autumn Reeser
Autumn Alicia Reeser (La Jolla, 21 september, 1980) is een Amerikaanse actrice. Ze speelde onder meer Taylor Townsend in de FOX tiener-dramaserie The O.C.. In 2003 maakte ze haar filmdebuut in The Plagiarist.

## Biografie
Reeser speelde van haar zesde tot haar zeventiende in musicals. Na haar slagen op school verhuisde ze naar Los Angeles om daar te studeren op de UCLA. Ze woont inmiddels in Hollywood met haar vriend Jesse Warren.
Reeser heeft reclame gemaakt voor Clean & Clear. In 2006 werd ze door Maxim de 57ste mooiste vrouw van de wereld genoemd.
Ook was Reeser een van de gezichten bij Red Alert 3.

## Filmografie
- Kill'em all - Suzanne (2017)
- Sully (2016)
- So Undercover (2012)
- Smokin' Aces 2: Assassins' Ball (2010)
- The American Mall (2008, televisiefilm)
- Lost Boys: The Tribe (2008)
- Nature of the Beast (2007, televisiefilm)
- Palo Alto, CA (2007)
- The World According to Barnes (2007, televisiefilm)
- Americanese (2006)
- Our Very Own (2005)
- Art Thief Musical! (2004)
- The Girl Next Door (2004)
- The Plagiarist (2003)
- The Brady Bunch in the White House (2002, televisiefilm)

## Televisieseries
*Exclusief eenmalige gastrollen
- Entourage - Lizzie Grant (2009, twee afleveringen)
- Valentine - Phoebe Valentine (sinds 2008)
- The O.C. - Taylor Townsend (2005-2007, 31 afleveringen)
- Complete Savages - Angela (2004-2005, twaalf afleveringen)
- Grounded for Life - Alison (2001-2004, zes afleveringen)